# ميميلا
الميميلاس (أو الميميلِيتاس) هي كعكة مقلية أو محمصة مصنوعة من مسة، وغالباً ما تُزين بمكونات طازجة متنوعة. تعتبر الميميلاس واحدة من مأكولات الشوارع، منتشرة في ولايات غيريرو واهاكا وتلاكسكالا وبويبلا، في المكسيك. والتي تعود جذورها إلى المطبخ ما قبل الاستعماري. تشبه خبز الترتية الطازجة من الذرة لكنها أكثر سماكةً، وعادة ما تكون بشكل مستطيل أو بيضاوي. اسم "الميميلا" يُستخدم في هذه المناطق للإشارة إلى طبق مشابه للسوبِ أو هواراتشي الذي يُقدّم في مناطق أخرى من المكسيك، لكن مع اختلاف في التوابل والإضافات.
تُفرد عجينة الذرة باستخدام آلة ضغط التورتيلا، ثم تُقرص الأطراف لإنشاء تجويفات على حدودها، ثم توضع على كومال أو مقلاة ساخنة. عندما تطهى القاعدة الشبيهة بالتورتيلا وتتحمص الأماكن التي تلامس فيها العجينة المعدن الساخن وتصبح مطاطية مثل شريحة لحم مطهوة بشكل متوسط، تُزين بالفاصوليا السوداء والصلصة والملفوف المبشور وصلصة مولي وغواكامولي، والجبن.
على الرغم من أن الميميلا التقليدية يُفترض أن تُزين بمكونات إضافية بسيطة فقط، إلا أن هذه الإضافات الآن تختلف من وصفة إلى أخرى. النسخ الحديثة تشمل خضروات أخرى وخيار إضافة طبقة من تينغا (دجاج مبشور مع الطماطم والبصل والفلفل الحار) أو البطاطا والسجق.
قدمت الميميلاس في مطاعم الأوكسكا المكسيكية في الولايات المتحدة منذ تسعينيات القرن الماضي.

## أنواع أخرى
في السلفادور، الميميلا هي تورتيلا سميكة وذات شكل بيضاوي.
في هندوراس وغواتيمالا، الميميلا هي كعكة محمصة مصنوعة من المسة المختلطة بالقرفة والمخثرات، وتُطهى في أوراق الموز.